# Francisco Marqués Fernández
Francisco Marqués Fernández (n. 1960) es un político español del Partido Popular.

## Formación
Se licenció en Veterinaria.

## Carrera política
Ha formado parte de varios gobiernos de Ramón Luis Valcárcel en la Región de Murcia entre 1995 y 2006.
Ha sido delegado del Gobierno en Murcia en 2004.
Presentó su renuncia en el Gobierno Regional en 2006 para ocupar la dirección general de la Hermandad Farmacéutica del Mediterráneo (Hefame).
Caso Zerrichera
Fue imputado en relación con el caso Zerrichera por presunto un delito de prevaricación. Dicha implicación fue finalmente sobreseída por el juez.
Caso Novo Carthago
También fue imputado por delitos de cohecho, prevaricación y tráfico de influencias en el Caso Novo Carthago. Dicha implicación fue finalmente archivada por el juez.